# Kupforsøget i São Tomé og Príncipe i 2003
Kupforsøget i São Tomé og Príncipe i 2003 var et forsøg på militærkup i São Tomé og Príncipe den 16. juli 2003. Kuppet blev iværksat mod præsident Fradique de Menezes' regering, og blev ledet af major Fernando Pereira. Kuppelederne hævdede at de havde forsøgt at vælte regeringen for at hjælpe med at afhjælpe fattigdom i regionen.

## Baggrund
Ønationen havde oplevede politisk ustabilitet tidligere. Kun måneder før kupforsøget i 2003 opløste præsident Menezes parlamentet på grund af over uoverensstemmelser vedrørende spørgsmål om præsidentens magt. Situationen blev løst efter forhandlinger mellem parterne som førte til en aftale om at gennemføre reformer inden 2006.

## Kuppets detaljer
Præsident Menezes var ude af landet på en privat rejse til Nigeria da kuppet begyndte den 16. juli Kuppet blev ledet af medlemmer af partiet Frente Democrática Cristã (Kristelig Demokratisk Front) som ikke var repræsenteret i parlamentet, og inkluderede mange frivillige fra den sydafrikanske hærs 32. bataljon. Kuppet startede med at soldater overtog kontrollen over strategiske steder og anholdt premierminister Maria das Neves og olieministeren. Premierministeren fik et hjerteanfald fra skudvekslinger i sit hjem. På et pressemøde hævdede Pereira at de dårlige levevilkår for militærpersoner drev ham til at gøre oprør.

## Efterspil
Forhandlinger mellem regeringen og kuplederne begyndte på kuppets anden dag. Oprørerne accepterede at opgive kontrollen, forudsat at de modtog amnesti fra regeringen, og at der blev afholdt valg og en ny regering tiltrådte. Sydafrikanske diplomater deltog i forhandlingerne da deres 32. bataljon var involveret i kuppet.